# يوحنا الكسندر
يوحنا الكسندر (بالإنجليزية: John Alexander)‏ (24 سبتمبر 1985 بميدلزبرة في المملكة المتحدة - ) هو لاعب كرة قدم بريطاني في مركز الهجوم. لعب مع نادي بليث سبارتانز ونادي أشينغتون ‏ وبيلينغهام سينثونيا ‏ وبيلينغهام تاون ‏ وبيشوب أوكلاند ‏ وكروك تاون ‏ وMarske United F.C. ‏ وNorton & Stockton Ancients F.C. ‏ وسبنيمور تاون ‏ وStetson Hatters ‏ وNewcastle Benfield F.C. ‏ ودارلينجتون إف سى.

## وصلات خارجية
- يوحنا الكسندر على موقع قاعدة بيانات كرة القدم.إي يو (الإنجليزية)
- يوحنا الكسندر على موقع Soccerbase.com (لاعب) (الإنجليزية)